# Vulcan București
Vulcan București este o companie producătoare de utilaj energetic și petrolier, controlată de omul de afaceri Ovidiu Tender.
Vulcan București este parte a grupului Tender SA, care mai conține companiile Grupul Energetic Tender, FECNE, Nuclearmontaj și UPRUC CTR.
Titlurile societății se tranzacționează la categoria de bază a pieței Rasdaq, sub simbolul VULC.
Începând cu anul 1984, Vulcan București produce componente pentru Centrala nucleară de la Cernavodă.
În decembrie 2002, compania a fost cumpărată de grupul Tender de la Agenția pentru Privatizare .
În anul 2013, compania a intrat în insolvență.
În anul 2019, compania a intrat în faliment.
Cifra de afaceri în 2008: 91,3 milioane lei